# Гай-Амана (Айова)
Гай-Амана (англ. High Amana) — переписна місцевість (CDP) в США, в окрузі Айова штату Айова. Населення — 113 особи (2020).

## Географія
Гай-Амана розташований за координатами 41°48′4″ пн. ш. 91°56′31″ зх. д. / 41.80111° пн. ш. 91.94194° зх. д. (41.801109, -91.941906).  За даними Бюро перепису населення США в 2010 році переписна місцевість мала площу 1,00 км², уся площа — суходіл.

## Демографія
Згідно з переписом 2010 року, у переписній місцевості мешкало 115 осіб у 49 домогосподарствах у складі 30 родин. Густота населення становила 115 осіб/км².  Було 52 помешкання (52/км²).
Расовий склад населення:
| - 98,3 % — білих |

До двох чи більше рас належало 1,7 %. Частка іспаномовних становила 0,0 % від усіх жителів.
За віковим діапазоном населення розподілялося таким чином: 26,1 % — особи молодші 18 років, 47,8 % — особи у віці 18—64 років, 26,1 % — особи у віці 65 років та старші. Медіана віку мешканця становила 44,5 року. На 100 осіб жіночої статі у переписній місцевості припадало 150,0 чоловіків;  на 100 жінок у віці від 18 років та старших — 136,1 чоловіків також старших 18 років.
Медіана доходів становила 45 417 доларів для чоловіків та 41 696 доларів для жінок. 
Цивільне працевлаштоване населення становило 66 осіб. Основні галузі зайнятості: освіта, охорона здоров'я та соціальна допомога — 47,0 %, роздрібна торгівля — 30,3 %, виробництво — 13,6 %, інформація — 9,1 %.